# Karim Azamoum
Karim Azamoum (ur. 17 stycznia 1990 w Rognac) – francuski piłkarz występujący na pozycji pomocnika w Troyes AC.